# Новая Сечь

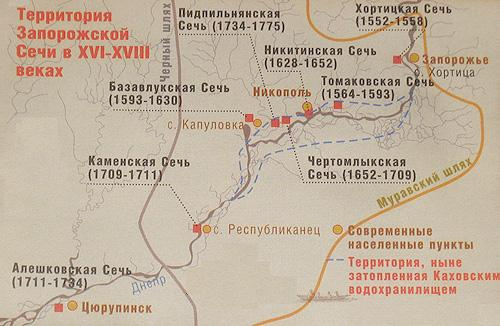
Местонахождение Запорожской Сечи в разные периоды её истории

Новая Сечь или Подпо́льненская Сечь (укр. Нова (Підпі́льненська) Січ) — административный и военный центр запорожского казачества в 1734—1775 годах.
Последняя Запорожская Сечь, на реке Днепр, в Екатеринославской губернии и уезде, близ села Покровского. В 1733 году крымский хан приказал запорожцам, основным центром которых к тому времени была Алешковская Сечь, двинуться к русской границе, где генерал Вейсбах, устраивавший украинскую линию крепостей, вручил им в урочище Красный Кут, в 4 верстах от старой Чертомлыкской Сечи, грамоту российской императрицы Анны Иоанновны о помиловании и принятии в русское подданство. Здесь запорожцы прожили до окончательной ликвидации Запорожской Сечи в 1775 году.

## История
Новая Запорожская Сечь находилась на государственном содержании. В 1735 году она получила годовое жалованье в 20 тыс. рублей, 2 тыс. кулей муки, а для кошевого атамана и его свиты 490 рублей и по ведру вина. Казакам были запрещены дипломатические отношения с Турцией и Крымским ханством, но предоставлены привилегии на рыбные ловли и промыслы. До 1753 года казённое жалованье оставалось неизменным — на каждый курень приходилось около 140 рублей в год и надбавки за воинские заслуги. Торговля Запорожья с Россией облагалась таможенными пошлинами, отменёнными только в 1775 году.
Новая Запорожская Сечь обладала значительной автономией, но оказалась под сильным военным контролем российских властей. Помимо Новосеченского ретраншемента, на месте старой Сечи появились российские военные посты «для смотрения за своевольными запорожцами». В 1750 году Запорожская Сечь была подчинена сразу гетману Малороссии и киевскому генерал-губернатору. В 1753 году на южных границах Сечи появились воинские караулы.
В 1750-е годы российские власти стали ограничивать автономию Запорожской Сечи. 19 июля 1753 года грамота, подписанная императрицей Елизаветой Петровной, запретила запорожцам самостоятельно избирать кошевого атамана. В 1756 году Запорожская Сечь была подчинена Сенату. В 1761 году указ Сената запретил избрание старшин и самостоятельный суд, а посланные в Запорожье чиновники сняли с должностей кошевого атамана А. Белицкого и судью Ф. Сохацкого. Новая императрица Екатерина II с самого начала правления принялась за ликвидацию остатков запорожского самоуправления. В 1762 году сечевая церковь была подчинена киевскому митрополиту и был запрещён вывоз из Сечи серебряных денег.
Столь жёсткий контроль был, скорее всего, связан с боязнью новой измены запорожцев, которая была отнюдь не беспочвенна. В 1755 году стало известно, что 119 запорожцев перешли турецкую границу и просили крымского хана о принятии их в свою защиту, а сторонники гетмана И. С. Мазепы посылали письма на Сечь, уговаривая запорожцев выйти из подчинения России.
Существование Сечи было связано с нескончаемыми пограничными спорами, так как часть территорий, на которые претендовали запорожцы, оказались заняты в 1752 году сербскими поселенцами. Запорожцы неоднократно (в 1746, 1748, 1752, 1753, 1755, 1756 годах) просили правительство чётко определить границы своих земель, но безуспешно. Дело дошло до того, что в 1774 году запорожцы совершили набег на спорные территории, говоря, «что в нынешнее лето всю состоящую под Елисаветградскую провинцию землю получат в своё ведомство».

## Местоположение Сечи

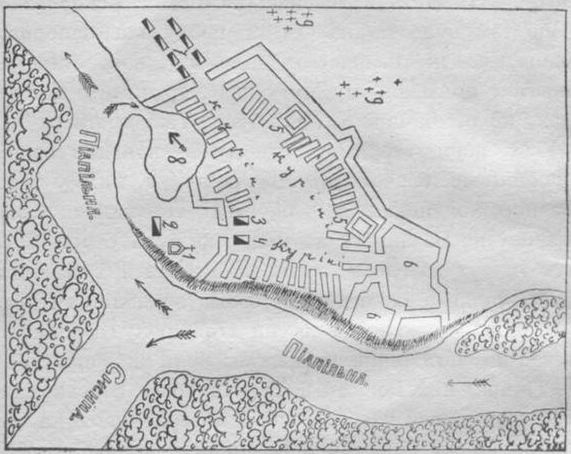
План Новой Сечи

Сечь была расположена на большом полуострове, омываемом рекой Подпольной (приток Днепра). Для наблюдения за деятельностью казаков царское правительство построило в 2 км от Новой Сечи укрепление с двумя полубастионами и постоянным гарнизоном, так называемый Новосеченский ретраншемент.

## Устройство Сечи
В. Голобуцкий описал организацию жизни на Запорожской Сечи в журнале «Вопросы истории». Новая Сечь состояла из крепости и предместья — Гасан-баши. Внутри крепости, вокруг площади, было расположено тридцать восемь куреней. В крепости находились дома войсковой старшины, хозяйственные службы и учреждения административного и военного назначения. Вход в Сечь, в место расположения гарнизона, как известно, был категорически запрещён женщинам.
Гасан-баша являлся торговым и промысловым пунктом, население которого состояло из ремесленников и торгового люда (в основном армяне, татары, евреи и т. д.).

### Состав обитателей
Сечевой гарнизон состоял из рядовых казаков и старшины. Последняя избиралась на радах, но выборы постепенно заменялись практикой назначения, а коллегиальные формы управления сменялись единоначалием.
Количество сечевиков колебалось от нескольких сот человек до нескольких тысяч, в зависимости от разных обстоятельств. В 1762 году, при вступлении Екатерины II на престол, присягало около 18 тысяч сечевиков.

### Курень
Сечевики жили в куренях. Термин «курень» имел четыре значения:
- это казарма, где жили сечевики со своим куренным атаманом
- это хозяйственная организация, располагавшая подсобным хозяйством в виде куренных зимовников, разными хозяйственными приспособлениями наподобие военных цехгаузов с запасами вооружения, продовольствия, одежды и т. д. Курень регулировал хозяйственную деятельность сечевиков, организовывал питание, делил добычу и т. д.
- это военно-административная единица, представленная определённым личным составом как в мирное, так и в военное время. Казаки куреня делились на два разряда: на наличный состав, представленный сечевиками, и резерв. В последний входили казаки, жившие вне Сечи. Приписанный к куреню резерв привлекался для отбывания воинских и хозяйственных повинностей. Эти казаки обязаны были являться в конном или пешем строю для участия в кампаниях, для несения сторожевой, пограничной или внутренней, административной службы. Они заготовляли сено, лес для войсковых построек, сооружали гати, мосты и т. д.. На них же возлагалась тяжёлая повинность воинского постоя и др. На действительной службе находились только сечевики.
- это судебный орган первой инстанции для сечевиков. Впрочем, судебная власть принадлежала не ему, а выборному представителю и главе — куренному атаману.

#### Описание сечевого куреня-здания
Это типичная казарма, где проживал гарнизонный плебс — серома. Сечевики были связаны жёсткой дисциплиной, подчиняясь прежде всего куренному атаману. Куренные атаманы имели большую силу, могли бранить и даже бить подчинённых, «понеже у оного атамана всех козаков деньги и платье на руках. Ежели куда посылать, не столько козаки послушны будут кошевому и судье, сколько атаману своего куреня». Куренной атаман был не только строевым начальником, но также судьёй и, управляющим куренным хозяйством. Экономическое положение рядового сечевика было малоотрадным. Его бюджет отличался крайней скудостью. Кроме скудного питания сечевик получал денежное жалованье. Персонально размер жалованья был определён только старшим должностным лицам. По-видимому, жалованье рядового сечевика определялось развёрсткой суммы, падающей на курень, по числу состоящих на службе казаков. Размер жалованья, выдававшегося нерегулярно, не превышал, вероятно, 12 руб. в год.

#### Зимовники (хутора)
«Запорожские козаки имеют некоторые селения, называемые зимовники или хутора, при коих содержат рогатый скот, лошадей и овец; имеют пасеки для расположения пчёл и всякую экономию по свойству и качеству земли; заводят сады и огороды, запасаются сеном для прокормления скота, и засевают поля разным хлебом, упражняются ловлею… зверей, а в реках рыб». Насчитывалось до 4 тыс. таких зимовников. Конечно, владельцами зимовников были не только старшины. Большая часть зимовников принадлежала рядовым казакам. Если весь штат запорожской старшины был около 150—200 человек[уточнить]
Размер и характер казачьего хозяйства, например, у казака Карпенко был таким: 4 пары рабочих волов, 3 из них с возами, 13 коров, из них 6 с телятами, 7 телушек, 12 быков и бычков разного возраста, 18 овец, из них 8 с ягнятами, пасека, 11 четвертей разного хлеба в амбарах и около 107 четвертей на гумне. Общая стоимость захваченного определялась суммой в 2202 руб. 67 коп. по курсу того времени.

### Наемничество
Наём работников на Запорожье получил широкое распространение на работах в зимовниках и в рыболовстве и при выполнении воинских обязанностей. В последний период существования Сечи стала практиковаться посылка наёмников взамен личной военной службы. При этом наёмники выставлялись как в мирное, так и в военное время.
11 марта 1774 г. кошевой Калнышевский в ордере писал: «Конные и пешие козаки многие не сами хозяева, но наймиты в походе были, так потому строжайше предлагаем… казачьим атаманам крепчайше подтвердить, чтоб они когда повелено будет в поход выступать самих хозяев, а не наймитов конных и пеших высылать, опасаясь им и вам за неисполнение крепчайшего штрафа».

### Старшина и голота
Сечевики делились на непримиримые группы. Военная и хозяйственная администрация разных ступеней и наименований, носившая общее название старшины, состояла из крупных собственников. Кроме получаемого повышенного по сравнению с рядовыми сечевиками денежного жалованья она официально обращала в свой доход часть поступлений от войскового хозяйства. Она же владела движимым и недвижимым имуществом вне Сечи: зимовниками, рыбными промыслами, табунами лошадей, стадами скота; ссужала деньги в рост, торговала и т. д. Самыми крупными собственниками были кошевой Калнышевский, полковник Афанасий Колпак и др. Непереизбранная на очередной срок старшина переходила в разряд «стариков», «знатных товарищей», «почётных товарищей», которые противопоставлялись «меньшим», рядовым сечевикам. Старшина пользовалась преимущественными правами при занятии земли, при эксплуатации различного рода предприятий, например, мельниц, и в некоторых других случаях. Прекращая службу, она превращалась в «абшитованную», то есть числилась в отставке.

### Пополнения Сечи
Основным резервом, на основе которого комплектовался курень, были беглецы, разный пришлый на Запорожье люд и беднота туземного происхождения, искавшая в сечевой жизни не столько условий для военных подвигов, сколько хлеба насущного. Пришлый люд бежал из Гетманщины и Правобережной Украины, великороссийских губерний, с Дона, из турецких провинций и т. д. Кроме господствовавшего украинского элемента на Запорожье были великору́сы, турки, татары, армяне, молдаване и евреи.
Запорожцы принимали меры к увеличению населения и даже разными способами отовсюду увозили к себе детей.

### Походы
Из Новой Сечи Войско Запорожское Низовое отправлялось на русско-турецкие войны в 1735—1739 и 1768—1774 гг., в 1771—1773 гг. из сечевой гавани выходила запорожская флотилия, которая дважды осуществила Черноморско-Дунайскую экспедицию.

## Конец Сечи и дальнейшая судьба запорожцев
В начале июня 1775 г. по приказу русской императрицы Екатерины II Новая Сечь была разрушена войсками вышедшими из крепости Святой Елисаветы, а Вольности Войска Запорожского аннулированы. На месте Сечи возникло село Покровское, которое в 50-е годы XX века было частично затоплено водами Каховского водохранилища. После разрушения Сечи часть запорожцев ушла за Дунай, там они основали Задунайскую Сечь под протекторатом турецкого султана. Эта Сечь просуществовала до 1828 года. В России в 1788 году Запорожское войско было восстановлено под названием Войско Верных Запорожцев. В 1790 году войско переименовали в Черноморское казачье войско, а в 1792 году Черноморское войско переселили на Кубань. В 1828 году задунайцы перешли на сторону России и из них было сформировано Азовское казачье войско. В 1860 году войско расформировали и некоторые казаки переселились на Кубань. В том же 1860 году Черноморское войско объединили с Кавказским линейным казачьим войском в Кубанское казачье войско, которое сохранилось по настоящее время.